# Switchstance Recordings
Switchstance Recordings ist ein Musiklabel und Verlag (Oneminded Soul Publishing) aus Köln, das im Jahr 2001 von Tom Strauch gegründet wurde. Das Label bezieht seine musikalischen Einflüsse aus Musikgenres wie etwa Funk, Jazz, Hip-Hop, Reggae und Afrobeat, die mit modernen elektronischen Produktionsweisen kombiniert werden. Das Ziel des Labels ist es in seiner produzierten Musik so frei wie möglich zu sein und zwischen den unterschiedlichsten Stilen hin und her zu switchen und diese neu zu kombinieren und zu interpretieren.
Switchstance Recordings veröffentlicht Platten und CDs eigener Labelkünstler, wie etwa Ancient Astronauts, Kabanjak, Protassov, Deela, Fat Albert Einstein, Astroboter, Void Pedal etc., sowie Kompilationen wie Fantastic Freeriding, die Titel aus den Musikgenres Hip-Hop, Instrumental Hip-Hop, Downtempo, Funk, Reggae, Breakbeat, Drum & Bass, Bass Music und Trip-Hop vereinen. Es kooperiert außerdem mit anderen Musiklabels während seine Musik in internationalen Boardsport-Videos verwendet wird. Hauseigene DJs legen auf internationalen Events wie Air & Style, SXSW Music Conference oder Lollapalooza Festival auf.

## Namensbedeutung
Der Begriff switch stance kommt aus dem Boardsport und beschreibt die Fähigkeit Skate-, Surf- oder Snowboard sowohl mit dem linken als auch mit dem rechten Fuß vorne fahren bzw. zwischen diesen zwei Fahrweisen wechseln zu können, was den Schwierigkeitsgrad und die Vielfalt an Tricks erhöht. Der Name des Labels bezieht sich damit auf den Wechsel zwischen und die Kombination von verschiedenen Musikstilen und -genres sowie auf die Komplexität der dabei entstehenden Musik, was sich im Leitspruch von Switchstance Recordings „Quality Grooves since 2001“ widerspiegelt.

## Veröffentlichungen
| Jahr | Titel                                                                  | Interpret                      | Format         |
| 2002 | Fantastic Freeriding EP                                                | verschiedene                   | 12"/Digital    |
| 2002 | Fantastic Freeriding 1                                                 | verschiedene                   | 2LP/CD/Digital |
| 2003 | Moving Forward EP                                                      | verschiedene                   | 12"/Digital    |
| 2004 | Fantastic Freeriding 2 EP1                                             | verschiedene                   | 12"/Digital    |
| 2004 | Fantastic Freeriding 2                                                 | verschiedene                   | CD/Digital     |
| 2004 | Joined Forces EP                                                       | verschiedene                   | 12"/Digital    |
| 2004 | Fantastic Freeriding 2 EP2                                             | verschiedene                   | 12"/Digital    |
| 2005 | Grow EP 1                                                              | Kabanjak meets Protassov       | 12"/Digital    |
| 2005 | Grow                                                                   | Kabanjak meets Protassov       | CD/Digital     |
| 2005 | Grow EP 2                                                              | Kabanjak meets Protassov       | 12"/Digital    |
| 2006 | Fantastic Freeriding - The Next Chapter EP                             | verschiedene                   | 12"/Digital    |
| 2006 | Fantastic Freeriding – The Next Chapter                                | verschiedene                   | 2LP/CD/Digital |
| 2006 | We Love the Jungle Brothers EP                                         | Jungle Brother                 | 12"            |
| 2006 | Switchstance Recordings Presents That Sound: Dope Beats for Dope Peeps | verschiedene                   | CD/Digital     |
| 2007 | Ruhrfahrt EP                                                           | Deela                          | 12"/Digital    |
| 2007 | Fantastic Freeriding Remixed                                           | verschiedene                   | LP/Digital     |
| 2007 | Mano Mano                                                              | Deela                          | 2LP/CD/Digital |
| 2007 | Cry Out EP                                                             | Mango Juice                    | 12"/Digital    |
| 2007 | Steam & Oil EP                                                         | Protassov                      | 12"/Digital    |
| 2008 | Shalina Music                                                          | Protassov                      | CD/Digital     |
| 2008 | Forward Ever, Backward Never                                           | verschiedene                   | Digital        |
| 2009 | Where We Live EP                                                       | Protassov                      | Digital        |
| 2010 | Eartheption Remix EP                                                   | Aeronautix                     | Digital        |
| 2010 | Everything Counts EP                                                   | Deela                          | 12"/Digital    |
| 2010 | Dub to Go EP                                                           | Kabanjak                       | 12"/Digital    |
| 2010 | Do You Ride the Money Train?                                           | Protassov                      | Digital        |
| 2011 | Best Of 2001 - 2011                                                    | Ancient Astronauts             | Digital        |
| 2011 | We Dance to Forget EP                                                  | Deela                          | Digital        |
| 2011 | A Decade of Dope Beats                                                 | verschiedene                   | Digital        |
| 2011 | Best of Protassov                                                      | Protassov                      | Digital        |
| 2011 | After the Beep                                                         | Fat Albert Einstein            | LP/CD/Digital  |
| 2011 | Best of Kabanjak                                                       | Kabanjak                       | Digital        |
| 2012 | Best of Deela                                                          | Deela                          | Digital        |
| 2012 | Astroboter                                                             | Astroboter                     | Digital        |
| 2012 | Back to Work EP                                                        | Protassov                      | Digital        |
| 2012 | Dub O' Dup EP                                                          | Kabanjak & Fat Albert Einstein | 12"/Digital    |
| 2012 | Asi Soy (feat. Maria Garcia Lora)                                      | Deela                          | Digital        |
| 2012 | Rumbullion                                                             | Deela                          | Digital        |
| 2012 | Abra Kabra EP                                                          | DJ Brace & Kabanjak            | Digital        |
| 2013 | Best Of Remixed                                                        | verschiedene                   | Digital        |
| 2013 | Pyramid Funk & Dynamite Reggae                                         | verschiedene                   | Digital        |
| 2013 | Holy Night                                                             | Kabanjak                       | Digital        |
| 2015 | Fantastic Freeriding 4 - Now                                           | verschiedene                   | CD/Digital     |
| 2015 | Themes from Tomorrowland                                               | Ancient Astronauts             | 2LP/Digital    |
| 2015 | All of the Things You Do feat. Tippa Irie                              | Ancient Astronauts             | Digital        |
| 2016 | Themes from Tomorrowland (Instrumentals)                               | Ancient Astronauts             | Digital        |
| 2016 | We Are to Answer                                                       | Ancient Astronauts             | Digital        |
| 2016 | Classic                                                                | Ancient Astronauts             | Digital        |
| 2016 | Put Em Up                                                              | Ancient Astronauts             | Digital        |
| 2016 | Tree of Mystery                                                        | Kabanjak                       | Digital        |
| 2016 | Rhythm                                                                 | Kabanjak                       | Digital        |
| 2016 | Into Bass and Time                                                     | Ancient Astronauts             | Digital        |
| 2016 | Worldwide                                                              | Ancient Astronauts             | Digital        |
| 2016 | The Orion Nebula Remixes                                               | Ancient Astronauts             | Digital        |
| 2016 | Slick City Shit!                                                       | verschiedene                   | CD/Digital     |
| 2016 | The Dooza Tapes Vol. 1                                                 | Kabanjak                       | LP/Digital     |